# 치경구개음
치경구개음(齒莖口蓋音) 또는 치경경구개음(齒莖硬口蓋音) 또는 잇몸센입천장소리(문화어: 이몸앞천장소리)는 설단을 잇몸에 가까이 하면서 나머지 혀 전체를 경구개를 향해 올린 후 넓은 범위에서 조음하는 자음이다. 

## 국제음성기호
|        | 무성음                   | 유성음                   |
| ------ | ------------------------ | ------------------------ |
| 마찰음 | [ɕ] 무성 치경구개 마찰음 | [ʑ] 유성 치경구개 마찰음 |
| 파찰음 | [ʨ] 무성 치경구개 파찰음 | [ʥ] 유성 치경구개 파찰음 |

## 그 밖
치경구개 파열음(t̠ʲ/c̟, d̠ʲ/ɟ̟), 비음(n̠ʲ/ɲ̟), 설측음(l̠ʲ/ʎ̟)이 있다.